# Список історичних валют
Цей наведений нижче список є списком валют, що раніше існували.

## СтародавняЛідія
- Статер (Електрум і срібло)
- Трайт
- Гект
  - Лідійське карбування

## Стародавня Персія
- Дарік (золото)
- Сіґлой (срібло)
  - Ахеменидське карбування
  - Перське карбування
  - Парфянське карбування
  - Сасанидське карбування
- Монети_Кокандського_ханства

## Стародавньої Греції
- Коринфський статер (срібло)
- Афінський статер (срібло)
- Статер (срібло)
- Тетрадрахма (срібло)
- Драхма (срібло)
  - Олександрійське карбування
  - Птолемеївське карбування
  - Селевкідівське карбування
  - Бактрійське карбування

## Стародавнього Риму
- Антонініан
- Аргентеус (срібло)
- Ас (монета) (мідь)
- Ауреус (золото)
- Денарій (срібло)
- Дупондій (бронза)
- Фоліс
- Сестерцій (бронза)
- Солідус (золото)
- Талант (одиниця вимірювання) (срібло, золото)
- Треміссіс (золото)
  - Римське карбування

## Древній Ізраїль
- Прута (бронза / мідь)
  - Єгудське карбування
  - Хасмонейске карбування
  - Іродське карбування
- Шекель (срібло)
- Заз (срібло)

## Африка
- Аксумська валюта
- Долар — Родезія
- Динар — Судан
- Еквеле (Ekuele) — Екваторіальна Гвінея
- Ескудо
  - Ангольське ескудо
  - Мозамбіцьке ескудо
  - Португальське ескудо Гвінеї
  - Ескудо Сан-Томе і Принсипі
- Флорін — Кенія, Сомалі, Танзанія і Уганда
- Франк
  - Французький франк Камеруну
  - Марокканський франк
  - Малагасійський франк
  - Маллійський франк
- Катанга Хреста — Заїр
- Ліра
  - Італійська Східноафриканська ліра
  - Ліра італійського Сомалі
  - Триполітанська ліра
- Метіца — Мозамбік
- Песета — Екваторіальна Гвінея
- Песо — Гвінея-Бісау
- Фунт
  - Біафрський фунт
  - Британської Західної Африки фунт — Камерун, Гамбія, Гана, Нігерія і Сьєрра-Леоне
  - Фунт Гамбії
  - Фунт Гани
  - Фунт Лівії
  - Фунт Малаві
  - Нігерійський фунт
  - Родезійський фунт
  - Південноафриканський фунт
  - Замбійський фунт
- Ріал — Марокко
- Рупія — Кенія, Сомалі, Танзанія і Уганда
- Шиллінг — Кенія, Сомалі, Танзанія і Уганда
- Сілі — Гвінея
- Заїрський заїр — Заїр

## Америка
- Аустраль — Аргентина
- Континенталь — колоніальна Америка
- «Крузейро», Крусадо — Бразилія
- Ескудо — Чилі
- Інті — Перу
- Песо
  - Болівійське песо
  - Песо Коста-Рики
  - Гватемальське песо
  - Гондураське песо
  - Нікарагуанське песо
  - Парагвайське песо
- Скудо — Болівія
- Сукре — Еквадор

### Канададо1860
- Іспано-американські монети — неофіційне
- Гральні карти 1685 р. — Нова Франція
- Золотий Луї — 1720 Нова Франція
- Англійські монети початку 19 століття
- Британська Shinplaster 1870

### Карибського басейну
- Долар
  - Домініканський долар
  - Ґренаданський долара
- Фунт
  - Багамський фунт
  - Бермудський фунт
  - Ямайський фунт

## Азія
- Акче
- Ахеменидська валюта — Іран
- Митний золотий блок — Китай
- Долар
  - Долара Британського Північного Борнео
  - Малайський долар
  - Долар Малаї і Британського Борнео — Малая, Сінгапур, Саравак, Британський Північний Борнео і Бруней
  - Монгольський долар
  - Саравак долар
  - Долар Суматри
  - Старий тайванський долар
- Донг — В'єтнам
- Елімейс — Іран
- Ескудо
  - Португальський ескудо Індії
  - Португальський ескудо Тимору
- Хван — Корея
- Джяозі — Китай
- Кепінг
  - Келантан Кепінг
  - Тренгану Кепінг
- Кушанске карбування
- Ліра — Ізраїль
- Мохар — Непал
- Мон — Японія
- Фунт
  - Ізраїльський фунт
  - Йорданський фунт
  - Палестинський фунт
- К'яран — Іран
- Рубль — Таджикистан
- Рупія
  - Бутанська рупія
  - Бірманська рупія
  - Рупія Перської затоки — Бахрейн, Кувейт, Оман, Катар і Об'єднані Арабські Емірати
  - Джаван рупія
- Таел — Китай
- Сюй — Південний В'єтнам

## Австралія
- Фунт
  - Австралійський фунт
  - Фіджійський фунт
  - Новозеландський фунт
  - Фунт Соломонових Островів
  - Фунт Тонги
  - Фунт Західної Самоа

## Європа
- Є 20 національних валют, які були замінені на євро:
  - Австрійський шилінг
  - Бельгійський франк
  - Кіпрський фунт
  - Голландський гульден
  - Естонська крона
  - Фінська марка
  - Французький франк
  - Німецька марка
  - Грецька драхма
  - Ірландський фунт
  - Італійська ліра
  - Люксембурзький франк
  - Мальтійська ліра
  - Франк Монако
  - Португальський ескудо
  - Санмаринська ліра
  - Словацька крона
  - Словенський толар
  - Іспанська песета
  - Ватиканська ліра
- Аспр
- Ауксінас — Литва
- Грош
  - Турський грош
  - Празький грош
  - Майсенський грош
  - Краківський грош
  - Молдавський грош
  - Польський грош
- Гроут — Велика Британія
- Гульден — Німеччина і Австрія
  - Рейнський гульден — Німеччина
- Гульденгрош (гульдінер) — Німеччина і Австрія
- Далер
  - Данський рігсдалер — Данія
  - Норвезький рігсдалер — Норвегія
  - Шведський рігсдалер — Швеція
  - Гімсойдалер
  - Ріксдалер — Росія
- Денарій
  - Каролінзький денарій
  - Французький деньє
  - Іспанський дінеро
- Динар
  - Динар Боснії і Герцеговини
  - Хорватський динар
  - Югославський динар
- Дукат — по всій Європі
  - Цехін
- Карбованець — Україна
- Крона
  - Англійська крона
  - Данська крона
  - Австрійська крона
  - Угорська крона
  - Чеська крона
  - Чехословацька крона
- Лей
  - Румунський лей
  - Молдовський лей
- Ліра
  - Венеційська ліра
  - Генуезька ліра
  - Неаполітанська ліра
  - Італійська ліра
  - Турецька ліра
- Лівр
  - Французький лівр
  - Люксембурзький лівр
- Марка — Польща
- Пенго — Угорщина
- Пенс — Велика Британія
- Перун
- Песо — Іспанія
- Пфеніг
- Реал
  - Іспанський реал
  - Португальський реал
  - Гібралтарський реал
- Рубль — колишнього СРСР
- Скудо
  - Італійське скудо — Ломбардія-Венеція, Модени і Папська область
  - Мальтійський скудо
- Талон — Литва
- Талер — Німеччина, Австрія, Угорщина
  - Йоахимсталер
  - Рейхсталер
  - Альбертусталер
  - Кайзерталер
  - Кроненталер
  - Союзний талер
  - Ганноверський талер
  - Талер Марії Терезії
- Флорин — по всій Європі
- Фартинг — Велика Британія і Ірландія
  - Фартинг (Британські монети)
  - Фартинг (ірландські монети)
- Халфпенні — Велика Британія, Ірландія, Австрія, Нова Зеландія
- Шилінг — Велика Британія та інші

## Україна
- Карбованець

### Київська Русь
- Гривня, ногата, куна, вивериця, різана.

### Гетьманщина
- Серед козаків застосовувалися майже всі європейські валюти.

## Закавказзя
- Абаз — Грузія
- Грузинські манеті — Грузія
- Рубль
  - Вірменський рубль
  - Азербайджанський рубль
  - Закавказький рубль